# デストラップ 死の罠
『デストラップ 死の罠』（原題：Deathtrap）は、1982年に製作されたアメリカ合衆国の映画。原作はアイラ・レヴィンの戯曲『Deathtrap』。シドニー・ルメット監督作品。

## ストーリー
スランプが続く劇作家のシドニー。そんな彼の教え子クリフが書いたミステリー戯曲は素晴らしい出来ばえだった。その才能に嫉妬したシドニーはクリフをおびき出して殺害し、作品を我が物にしようとたくらむ。妻マイラの制止も聞かず、シドニーは計画を実行。しかしこの後、事態は二転三転していくことになる。

## キャスト
※括弧内は日本語吹替（初回放送1988年11月25日 TBS『木曜シネマパラダイス』）
- シドニー・ブリュール：マイケル・ケイン (堀勝之祐)
- クリフォード・アンダーソン：クリストファー・リーヴ (池田秀一)
- マイラ・ブリュール：ダイアン・キャノン
- ヘルガ・テン・ドープ：アイリーン・ワース
- ポーター・ミルグリム：ヘンリー・ジョーンズ
- ジョー・シルヴァー

## 受賞歴
| 賞                     | 部門           | 対象                       | 結果       |
| ---------------------- | -------------- | -------------------------- | ---------- |
| サターン賞             | ホラー映画賞   | 『デストラップ・死の罠』   | ノミネート |
| サターン賞             | 主演男優賞     | クリストファー・リーヴ     | ノミネート |
| サターン賞             | 助演女優賞     | アイリーン・ワース         | ノミネート |
| サターン賞             | 脚本賞         | ジェイ・プレッソン・アレン | ノミネート |
| ゴールデンラズベリー賞 | 最低助演女優賞 | ダイアン・キャノン         | 受賞       |